# Offensiva di Kursk del 2024-2025
L'offensiva nell'oblast' di Kursk è un'operazione militare delle Forze armate ucraine iniziata la mattina del 6 agosto 2024 intorno alle 8:00 (UTC+3), nel contesto dell'invasione russa dell'Ucraina e del più ampio conflitto russo-ucraino.
Secondo la Russia, almeno 1 000 truppe avrebbero attraversato il confine nel primo giorno, con il supporto di carri armati e veicoli corazzati, scontrandosi con le riserve russe inviate nell'area. Il 10 agosto, le autorità russe hanno introdotto un regime di "operazioni antiterrorismo" nelle oblast' di Kursk, Belgorod e Brjansk.
Le forze ucraine hanno occupato diverse località, tra cui le città di Sudža e Korenevo, espandendo il loro controllo su un'area di oltre 1 000 km² nella regione di Kursk ed istituendo un'amministrazione militare. Si è trattato della più grande incursione di un esercito straniero sul suolo russo dall'operazione Barbarossa, avvenuta nel giugno 1941 durante la seconda guerra mondiale.
All'inizio di ottobre 2024, l'avanzata ucraina si era arrestata. Da novembre, forze nordcoreane sono state inviate nella provincia per sostenere l'esercito russo. Entro la fine dello stesso mese, le forze russe hanno riconquistato circa la metà del territorio occupato dall'Ucraina. Gli osservatori hanno valutato che all'inizio di febbraio 2025, il saliente creato dall'offensiva era diventato impossibile da tenere, poiché la Russia era sempre più in grado di ostacolare l'uso delle vie di rifornimento L'11 marzo 2025, la maggior parte delle forze ucraine sembravano essersi ritirate a seguito di un contrattacco russo.

## Contesto
Gli attacchi hanno avuto luogo nella Russia continentale in seguito all'invasione russa dell'Ucraina, iniziata il 24 febbraio 2022. Gli obiettivi principali sono stati l'esercito, l'industria degli armamenti e l’industria petrolifera. La maggior parte degli attacchi ha comportato l'impiego di droni, bombardamenti e sabotaggi ferroviari. Ci sono stati anche bombardamenti transfrontalieri, attacchi missilistici e incursioni via terra dall'Ucraina, principalmente nelle regioni di Belgorod, Kursk e Brjansk.
Dall'inizio dell'invasione russa dell'Ucraina nel 2022, si erano verificate già altre diverse incursioni minori in Russia da parte delle forze filo-ucraine. L'Ucraina sostenne queste incursioni terrestri, ma negò sempre il coinvolgimento diretto. L'incursione di Kursk ha sorpreso sia la Russia che gli alleati dell'Ucraina. È stato l'attacco più significativo oltre confine dall'invasione del 2022 e il primo condotto principalmente dalle forze regolari ucraine.
La centrale nucleare di Kursk, situata a circa 40 chilometri a ovest della città di Kursk, si trova a 110 chilometri dal confine con l'Ucraina.

### Preparazioni
In un'intervista del 13 ottobre 2024, Pavlo Rozlač, comandante dell'80ª Brigata d'assalto aereo ucraina, ha affermato che l'unità aveva iniziato a infiltrarsi nell'oblast' di Kursk il 4 agosto con l'aiuto delle Forze per operazioni speciali. Gruppi di sei soldati furono schierati e nascosti nelle foreste in preparazione dell'assalto principale del 6 agosto.

## Operazioni

### 6 agosto

Edificio danneggiato nell'oblast' di Kursk, 6 agosto 2024

L'attacco è iniziato alle 08:00 ora di Mosca. I combattenti ucraini, equipaggiati con carri armati e veicoli blindati, sono entrati in territorio russo nell'oblast' di Kursk. Il Ministero della difesa russo ha in risposta schierato truppe, unità aeree e di artiglieria per contrastare l'incursione al confine ucraino. Secondo la Russia, la prima incursione ha coinvolto circa 300 soldati ucraini, 11 carri armati e oltre 20 veicoli corazzati da combattimento, ed era diretta in due direzioni: a Oleshnya in direzione di Sudža, a est-nordest di Sumy, e verso Nikolayevo-Darino, a nord-nordest di Sumy. Anche i battaglioni ceceni Akhmat hanno risposto alle incursioni.
Aleksej Smirnov, governatore ad interim dell'oblast' di Kursk, ha riferito che tre civili erano morti durante gli eventi: una donna durante l'incursione lungo il confine e due individui in attacchi separati di droni.
I giornalisti di guerra russi hanno ampiamente respinto i presunti attacchi definendoli "infruttuosi" e una "trovata mediatica". Dei commentatori del conflitto russi hanno poi affermato che l'offensiva era stata eseguita dal Corpo dei Volontari Russi (CVR), mentre The New Voice of Ukraine, citando una fonte dei servizi segreti militari ucraina, ha riferito che il CVR non era presente. La Legione "Libertà alla Russia", alleata del Corpo Volontario Russo e che lo accompagnò in un'incursione all'inizio dell'anno, si è rifiutata di commentare al riguardo.

### 7 agosto
Le forze russe hanno continuato i tentativi di respingere le forze ucraine dall'oblast' di Kursk, che nel frattempo avevano catturato 11 insediamenti ed erano avanzate di 14 chilometri in profondità nell'oblast'. Il presidente russo Vladimir Putin ha ordinato alle agenzie governative di "fornire l'assistenza necessaria ai residenti" ed il vice primo ministro Denis Manturov è stato inviato a supervisionare il loro lavoro. Aleksej Smirnov, governatore ad interim dell'oblast' di Kursk, ha dichiarato lo stato di emergenza nella regione, e il ministro degli esteri russo Marija Zacharova ha protestato contro "il regime criminale di Kiev" affermando che "tutto ciò non fa altro che rafforzare il senso di impunità dei neonazisti ucraini." Putin ha poi incontrato membri chiave dell'apparato della sicurezza, tra cui Valerij Gerasimov, Aleksandr Bortnikov, Sergej Šojgu e Andrej Belousov.
I filmati geolocalizzati hanno confermato che le forze ucraine erano avanzate di almeno 10 chilometri in profondità lungo il confine russo, dopo aver penetrato almeno due linee difensive e una roccaforte, avanzando sia a nord-ovest che a sud-est lungo la periferia di Korenevo e Sudža. Inoltre, le immagini mostravano membri del personale ucraino combattere ai confini della città di Sudža e catturare almeno 40 prigionieri di guerra russi. Il giorno precedente, 35 militari russi sarebbero stati catturati dalle forze ucraine dopo aver non essere riusciti ad impedire l'attraversamento del confine.

### 8 agosto
RIA Novosti ha riferito che quattro persone sono morte a seguito di attacchi da parte delle forze ucraine nell'oblast', mentre i combattimenti continuavano per il terzo giorno.
Le forze ucraine hanno preso il controllo della parte occidentale di Sudža e delle strade circostanti, mentre in città proseguivano le scaramucce.  Il commentatore di guerra russo Jurij Podoljaka ha affermato che "Sudža è praticamente perduta per noi" e che le forze ucraine stavano spingendo verso L'gov.
Nel terzo giorno dell'attacco a sorpresa viene confermato il coinvolgimento di una delle brigate ucraine meglio equipaggiate e più veloci: l'80ª Brigata d'assalto aereo "Galizia", fornita di un carro armato T-64BV o T-80BV, veicoli di sminamento UR-77, un veicolo per usi speciali IMR-2 e veicoli corazzati da trasporto BTR-80 e Stryker. Tutti questi veicoli sono protetti con gabbie anti-drone.

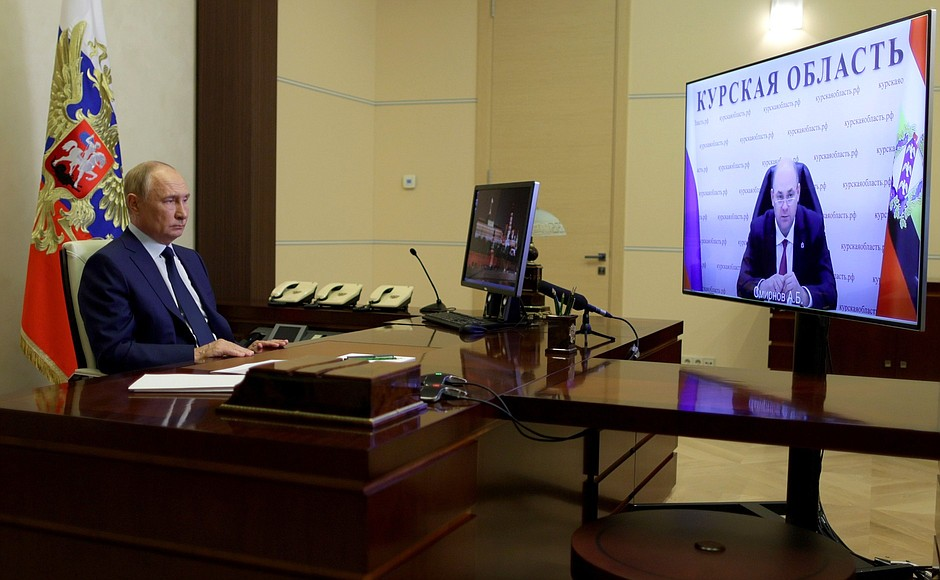
Putin parla con il governatore dell'oblast' di Kursk, 8 agosto

I rapporti affermavano che la zona di combattimento si era estesa a 430 km², osservando che le forze ucraine erano entrate in numerosi altri villaggi limitrofi. Le truppe ucraine erano spinte in aree a 35 chilometri dal confine ucraino.

### 9 agosto
Un convoglio di 15 autocarri russi trasportanti truppe è stato distrutto in un attacco HIMARS nel villaggio di Oktjabr'skoe mentre si muoveva lungo il percorso che collega il distretto di Gluškovo a Kursk.
Altrove, un massiccio attacco di droni ha interessato l'oblast' di Lipeck. Almeno sei persone sono rimaste ferite, mentre è stata ordinata l'evacuazione di quattro villaggi. Successivamente l'Ucraina ha affermato di aver colpito la base aerea di Lipetsk e di aver distrutto i magazzini che immagazzinavano munizioni.
In previsione degli attacchi aerei russi, a 20 000 persone è stato ordinato di evacuare dall'oblast' di Sumy.
Il Ministero della difesa russo ha pubblicato un rapporto sul trasferimento di una colonna militare dall'oblast' di Belgorod al distretto di Sudža, che comprendeva pezzi di artiglieria semoventi "Msta-S" da 152 mm e veicoli di supporto al combattimento. I segni di combattimento mostravano che il comando russo stava trasferendo truppe temprate dalla battaglia nell'oblast' di Kursk come rinforzo. Le autorità russe hanno inoltre affermato che un civile è stato ucciso in un attacco missilistico nell'oblast' di Belgorod.
Entro il 9 agosto, le forze russe avevano riconquistato il villaggio di Snagost' e nel nord avevano respinto l'Ucraina nel villaggio settentrionale di Malaja Loknja, lontano dalle posizioni ucraine a Miljutino e Generalovka. Un regime operativo antiterrorismo sotto l'FSB è stato introdotto nelle oblast' di Kursk, Brjansk e Belgorod per ripristinare il controllo delle regioni fino ad un ritorno alla normalità. Aleksandr Bortnikov, direttore del Servizio di Sicurezza Federale, è stato posto a capo di queste operazioni.

### Stabilizzazione della prima linea (10 agosto - 15 agosto 2024)
Secondo gli analisti citati dal New York Times, l'avanzata ucraina nell'oblast' di Kursk era stata in gran parte fermata dai rinforzi russi a questo punto. La situazione si stabilizzò, ma le forze ucraine continuarono a mantenere il territorio catturato. Al contrario, altre fonti come il Washington Post e Frankfurter Rundschau riferirono che la Russia non era riuscita a controllare la situazione, con continue avanzate ucraine. I rapporti affermavano che la zona di combattimento si era estesa a 650 chilometri quadrati.
Nella notte dell'11 agosto, le Forze armate ucraine sono entrate nel distretto di Belovskij, situato a sud-est del distretto di Sudža, il che è stato confermato dal capo del distretto e dal governatore in carica, raccomandando a coloro che erano già stati evacuati di non tornare. L'agenzia di stampa russa Proekt ha stimato che la zona di combattimento si era estesa a 720 km².
Il 12 agosto le autorità russe hanno iniziato l'evacuazione della popolazione civile dal distretto di Krasnaja Jaruga, nell'oblast' di Belgorod, a seguito dell'ampia incursione ucraina.
Le autorità russe hanno confermato che gli ucraini avevano preso il controllo di almeno 28 insediamenti, mentre il servizio d'informazione su sorgente aperta ucraino ha affermato che gli ucraini avevano il controllo di 44 insediamenti e ne stavano contestando altri 10. Il comandante in capo delle forze armate dell'Ucraina, Oleksandr Syrs'kyj, ha affermato che le sue forze controllavano oltre 1 000 km² di territorio russo.
Il 13 agosto Putin ha posto Aleksej Djumin al comando della difesa dell'oblast' di Kursk. La Russia ha chiesto un incontro speciale immediato nella "formula Arria" del Consiglio di sicurezza delle Nazioni Unite. Il Ministero della difesa russo ha affermato di aver sventato gli attacchi ucraini in numerosi villaggi nei distretti di Korenevo e di Sudža, in direzione di Martynovka e anche nelle aree di Korenevo, Olešnja, Nikolaevo-Dar'ino, Sudža e Michajlovka.
Nel suo discorso serale, il presidente ucraino Volodymyr Zelens'kyj ha affermato che le sue forze avevano il controllo di circa 1 000 chilometri quadrati e 74 insediamenti all'interno dell'oblast' di Kursk. In un incontro con il presidente ucraino, il ministro della difesa lituano Laurynas Kasčiūnas ha affermato che la Russia ha trasferito alcune delle sue truppe dalla sua exclave baltica di Kaliningrad a Kursk, senza entrare in ulteriori dettagli.

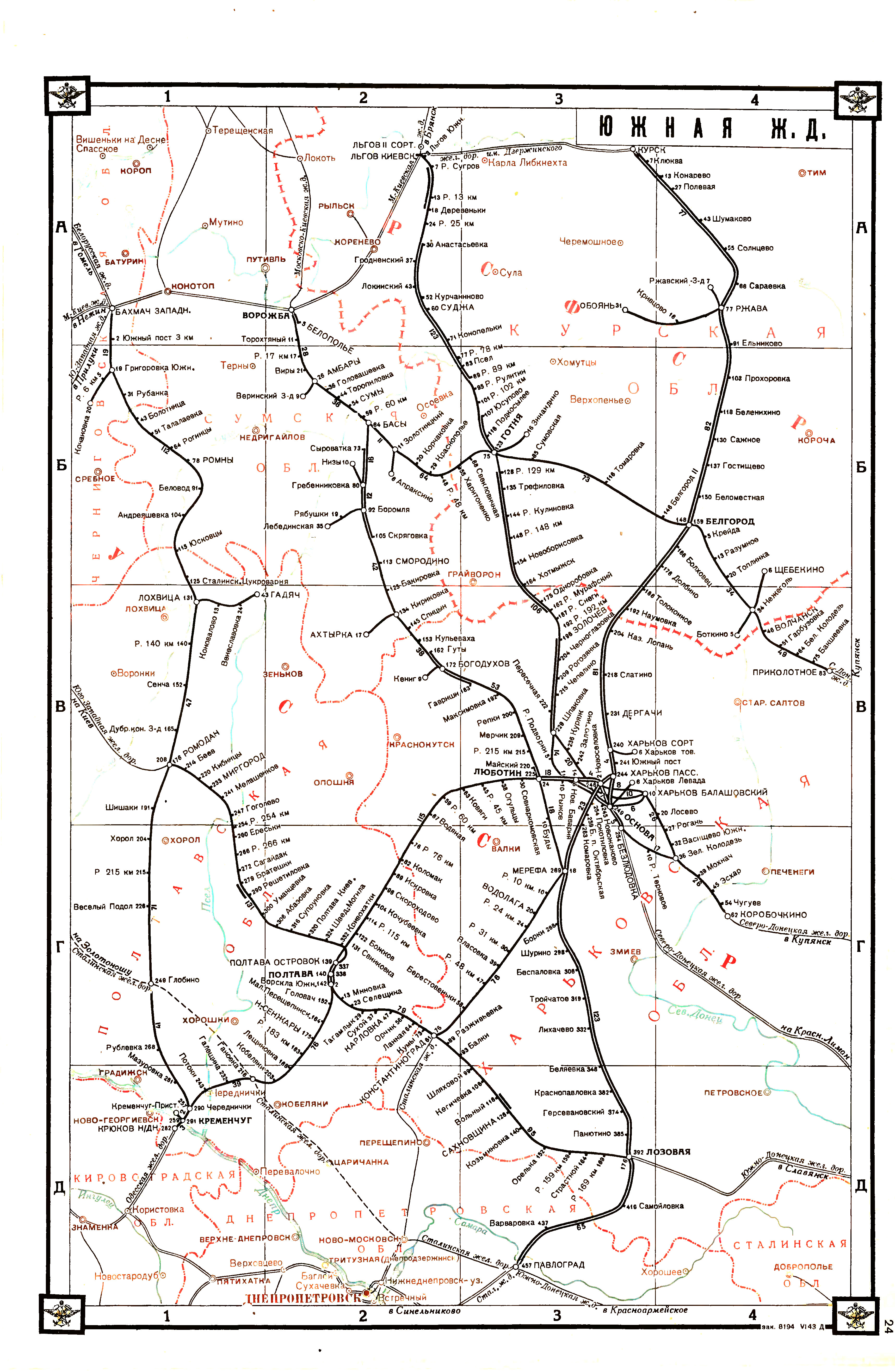
La mappa ferroviaria ucraina del 1943 mostra Sudža nel quadrante A2 al km 60 sulla linea principale L'gov–Zoločiv verso Charkiv

Il 14 agosto la Russia ha accusato l'Ucraina di aver condotto un massiccio attacco aereo e con droni sulle oblast' di Kursk, Voronež, Belgorod, Nižnij Novgorod, Volgograd, Brjansk, Orël e Rostov, aggiungendo di aver abbattuto 117 droni e quattro missili.
La televisione di stato ucraina ha trasmesso un servizio in cui si affermava che Sudža era sotto il controllo ucraino e si mostravano soldati ucraini che rimuovevano la bandiera russa da un edificio ufficiale. Le forze ucraine sono state anche mostrate mentre consegnavano aiuti umanitari ai civili nella città. Tuttavia, l'ufficiale ceceno Apti Alaudinov ha smentito questi eventi.
L'Ucraina avrebbe tentato di avanzare in tre direzioni: a est da Sudža verso il villaggio di Belica e l'insediamento vicino di Gir'i, a nord verso L'gov e a nord-ovest verso Korenevo sulla strada per Ryl'sk. Una feroce battaglia è stata segnalata nei pressi dell'insediamento di Kaučuk, a circa 30 chilometri da L'gov. Le forze russe hanno scavato nuove trincee a sud di L'gov e a Čeremošnoj. Le forze ucraine hanno affermato di essere avanzate di 1-2 chilometri e di aver completato la bonifica di Sudža.
Il comandante militare ucraino Oleksandr Syrs'kyj ha annunciato il 15 agosto l'istituzione di un'amministrazione militare guidata dal generale Eduard Moskal'ov, aggiungendo che 82 insediamenti nell'oblast' erano ora sotto il controllo di Kiev. Nel suo discorso serale, Zelens'kyj ha affermato che le forze ucraine avevano preso il pieno controllo di Sudža.
I giornalisti della RAI e della rete ucraina Hromadske.TV hanno visitato l'area di Sudža e hanno intervistato i residenti locali.

### Distruzione dei ponti e stallo sul fiume Sejm (16 agosto - 9 settembre 2024)
Il 16 agosto il principale ponte stradale sul fiume Sejm a Gluškovo è stato distrutto dall'esercito ucraino, circa 50 chilometri a ovest del territorio russo attualmente controllato dall'Ucraina, ostacolando il trasferimento tramite vie terrestri dei circa 20 000 civili nel distretto.
Il Ministero ucraino della cultura dell'informazione ha pubblicato le foto di un monumento di Vladimir Lenin a Sudža che veniva demolito dalle forze ucraine.
Il 17 agosto è stato riferito che i Paesi OTSC non hanno né sostenuto né condannato l'incursione. Lo stesso giorno le forze russe hanno abbattuto due ponti vicino a Tëtkino e Popovo-Ležači dopo essersi ritirate dalla riva destra del fiume Sejm nella zona, mentre l'esercito ucraino ha rivendicato la cattura dell'insediamento di Korenevo, ancora descritto come contestato dal Ministero della difesa russo.
Il 19 agosto, la Russia ha affermato che l'esercito ucraino ha distrutto il terzo e ultimo ponte sul fiume Sejm nel distretto di Korenevskij, portando a possibili tensioni logistiche su oltre 700 km² di territorio russo. Nel suo discorso serale, il presidente Zelens'kyj ha affermato che le forze ucraine avevano il controllo su 92 insediamenti nell'oblast' di Kursk e 1 250 km² di territorio russo.
Il Ministero degli interni russo ha messo in guardia i residenti degli oblast' di Brjansk, Kursk e Belgorod dall'utilizzare siti di incontri in rete e telecamere di sicurezza, citando preoccupazioni circa la raccolta di informazioni da parte delle forze ucraine. Il 20 agosto 2024, Junus-bek Evkurov, ex presidente dell'Inguscezia e vice capo in carica del Ministero della difesa, è diventato il vice di Andrej Belousov nel Consiglio di coordinamento per le questioni di sicurezza dei territori confinanti. Belousov ha riferito che Evkurov era già nell'oblast' di Kursk quel giorno.
Il 21 agosto, dopo aver distrutto diversi ponti di barche utilizzati dalle forze russe lungo il fiume Sejm, le forze ucraine hanno attaccato senza successo i villaggi di Komarovka, Korenevo, Malaja Loknja e Russkaja Konopel'ka e sono state respinte da otto villaggi nell'oblast' di Kursk e nove villaggi nell'oblast' di Sumy.

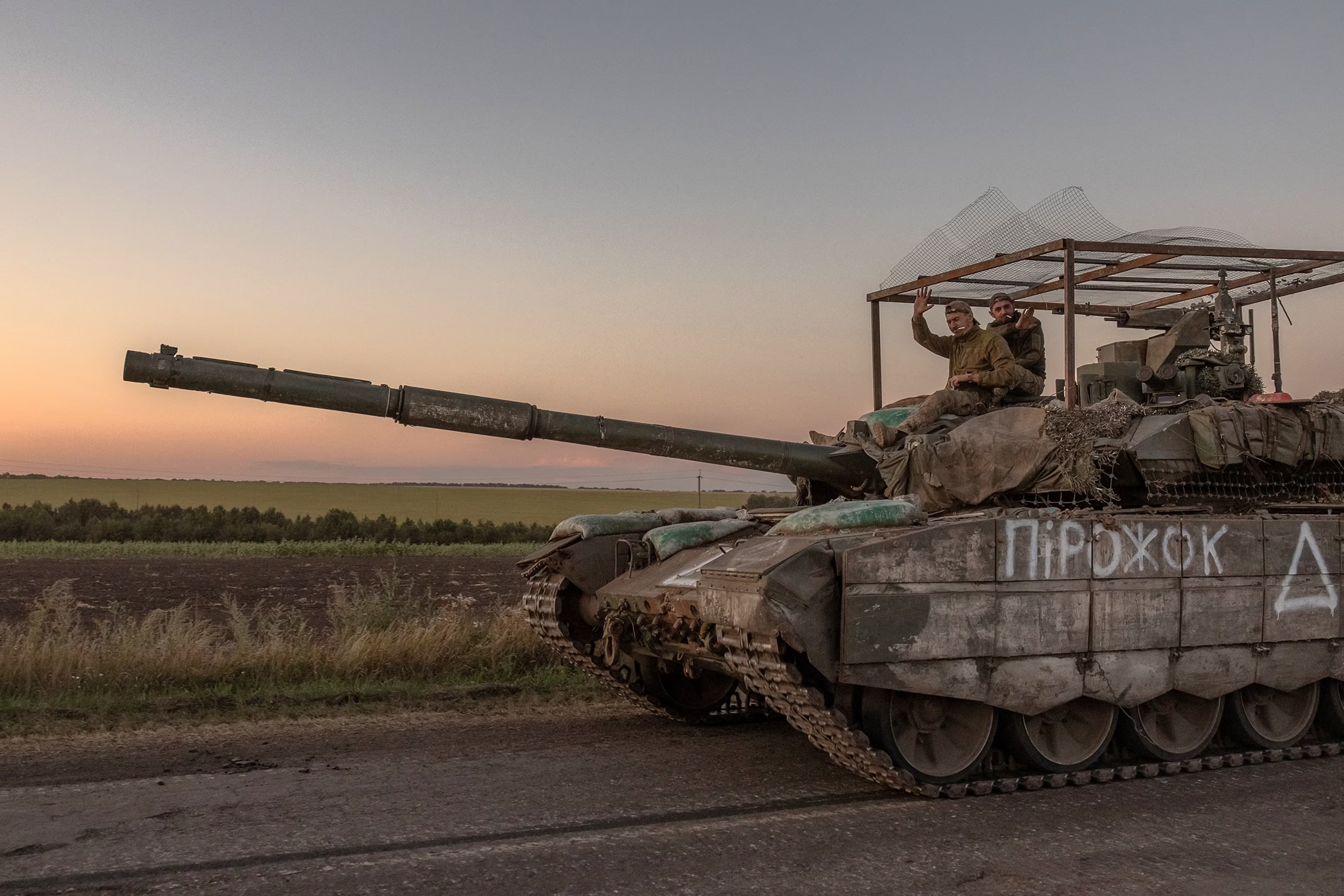
Un carro armato russo T-90M catturato dall'80ª Brigata d'assalto aereo a Proryv, nella regione di Kursk, 18 agosto.

Il 26 agosto l'esercito ucraino ha affermato di aver conquistato nuove località russe e di essere avanzato in alcuni punti da 1 a 3 chilometri. Il giorno successivo, l'esercito ucraino affermò di controllare 1 294 km² e di aver conquistato quasi 100 località nell'oblast' di Kursk.
Il 29 agosto le forze russe hanno riconquistato completamente Korenevo. Nell'oblast' di Kursk, le forze ucraine hanno affermato di aver distrutto due ponti galleggianti sul fiume Sejm e un sistema di difesa aerea Osa utilizzando bombe SDB e razzi HIMARS.

### Contrattacco russo (10 settembre - dicembre 2024)
Il 10 settembre, l'esercito russo ha lanciato un'operazione di controffensiva nell'oblast' di Kursk, ottenendo i primi avanzamenti nel distretto di Korenevskij. L'esercito russo ha rioccupato Snagost' e gli insediamenti di Gordeevka e Vnezapnoe, avanzando lungo un'area di 165 chilometri quadrati.
Il giorno successivo Apti Alaudinov ha dichiarato che erano stati riconquistati una decina di insediamenti e che l'esercito russo aveva riattraversato il fiume Sejm. Le riprese geolocalizzate hanno confermato un'avanzata russa di ulteriori 58 chilometri quadrati. L'Istituto per lo studio della guerra ha valutato che queste avanzate russe si trovavano in aree in cui l'Ucraina non aveva il pieno controllo.
Il 13 settembre le forze ucraine hanno compiuto minori guadagni confermati a sud-ovest di Gluškovo, avanzando di tre chilometri dal confine con la Russia a sud di Vesëloe, mentre fonti russe hanno annunciato ulteriori avanzamenti attraverso il saliente ucraino di Kursk. Il 18 settembre l'amministrazione militare ucraina dell'oblast' di Kursk ha dichiarato che il contrattacco russo era stato fermato. Tuttavia, altri hanno suggerito che esso non aveva ancora raggiunto il pieno slancio. Apti Alaudinov ha affermato che la Russia aveva ripreso il controllo sugli insediamenti di Borki, Nikolaevo-Dar'ino e Dar'ino nel distretto di Sudža.
A partire dalla prima metà di ottobre, le forze russe hanno intensificato significativamente la loro controffensiva nell'oblast' di Kursk. Sono emerse segnalazioni di un assalto delle truppe ucraine nel distretto di Gluškovo a seguito di un accerchiamento strategico. ll 14 ottobre Apti Alaudinov ha dichiarato che le forze russe avevano riconquistato più di metà del territorio occupato dall'esercito ucraino dall'inizio delle operazioni. In preparazione per la nuova fase della controffensiva, circa 50 000 soldati, nessuno dei quali deviato dall'Ucraina orientale, sono stati concentrati nell'oblast' di Kursk.
A partire dal 24 ottobre a questo contingente si è affiancata, secondo quanto riferito da fonti dei servizi di sicurezza, della fanteria leggera nordcoreana; tale coinvolgimento non è stato smentito dal Cremlino. Durante una conferenza stampa del 12 novembre, il vice portavoce del Dipartimento di Stato degli Stati Uniti Vedant Patel ha dichiarato che "la maggior parte" dei più di 10 000 soldati nordcoreani inviati nella Russia orientale era stata dispiegata sulla linea del fronte a Kursk.
L'11 dicembre, il Ministero della difesa russo ha dichiarato che le truppe russe avevano riconquistato Dar'ino e Plëchovo nel distretto di Sudža. Al 16 dicembre 2024, non era chiaro quale delle due parti, se non entrambe, detenesse Plëchovo. Il 12 dicembre, la Russia dichiarò di aver ripreso il controllo di Novoivanovka.

### Offensiva ucraina e controffensive russe (5 gennaio 2025 - in corso)
Il 5 gennaio 2025, il Ministero della difesa russo ha dichiarato che le forze ucraine avevano lanciato una nuova offensiva nell'Oblast' di Kursk intorno alle 9 del mattino, ora di Mosca. Secondo i blogger militari russi, l'attacco ucraino sarebbe stato lanciato da Sudža in direzione dei villaggi di Berdin e Bol'šoe Soldatskoe. La Russia ha affermato che questi sforzi offensivi sono stati respinti.
Le forze ucraine sono avanzate attraverso i campi a sud di Berdin nella parte meridionale dell'insediamento. I blogger russi hanno affermato che le offensive ucraine si sono dirette verso Leonidovo e nei pressi di Puškarnoe. Le mappe dei blogger russi indicavano che l'Ucraina controllava i villaggi di Čerkasskoe Porečnoe, Martynovka e Michajlovka, era entrata a Novosotnickij e avanzava vicino a Novaja Soročina e Jamskaja Step'. Alcuni blogger militari russi affermarono che l'offensiva sarebbe forse stata una finta, in previsione di una futura offensiva più ampia.
Le forze russe hanno contemporaneamente contrattaccato a sud-est di Sudža, facendo progressi confermati a Machnovka, e sono avanzate attraverso un'autostrada a ovest di Malaja Loknja. Il 6 gennaio, i filmati geolocalizzati inviati hanno confermato le avanzate delle forze ucraine nel sud di Berdin, nel centro di Russkoe Porečnoe e nel centro di Novosotnickij. Fonti russe hanno affermato che Leonidovo era stata riconquistata. Tra il 25 e 26 febbraio il villaggio di Novenke viene conquistato.
Il 6 marzo il gruppo di monitoraggio ucraino DeepState ha riferito che le forze russe erano avanzate nei pressi del villaggio di Kurilovka, a sud di Sudža, minacciando le difese ucraine. Il giorno successivo, una fonte militare ucraina operante nell'oblast' di Kursk ha riferito alla Ukraïns'ka pravda che i russi avevano effettivamente sfondato la linea difensiva ucraina a sud di Sudža fra il 5 ed il 6 marzo e che le unità ucraine stavano tentando di impedire che le loro rotte di rifornimento venissero tagliate fuori e che le loro forze venissero accerchiate. Il 7 marzo, Reuters ha riferito che le forze russe erano prossime ad accerchiare migliaia di soldati ucraini nell'oblast' di Kursk, con le linee di rifornimento a rischio di essere tagliate fuori da attacchi di droni e artiglieria. Il Telegraph ha riferito che 10 000 soldati ucraini erano stati a rischio di accerchiamento. Il funzionario ucraino Andrij Kovalenko ha affermato che le forze russe stavano cercando di prendere l'autostrada Yunakivka-Sudža. Il 7 marzo viene anche conquistato il villaggio di Basivka.
L'8 marzo, le forze russe hanno iniziato gli attacchi alla stessa città di Sudža. La mattina dell'8 marzo, un gruppo di soldati russi ha raggiunto le posizioni ucraine a Sudža, muovendosi attraverso il gasdotto abbandonato Urengoj-Pomary-Užhorod, il quale aveva continuato a fornire gas all'Europa fino al 1° gennaio 2025. Secondo Valerij Gerasimov, Capo di stato maggiore generale delle Forze armate russe, l'operazione, denominata "Potok" (Flusso), ha coinvolto più di 600 soldati. Il 9 marzo, osservatori russi affermarono che Sudzha era stata attaccata da più direzioni e che erano in corso "feroci combattimenti". L'11 marzo, Forbes ha riferito che la maggior parte delle forze ucraine a Kursk, erano state evacuate e riposizionate sul lato ucraino del confine.
Il 12 marzo, le truppe russe hanno issato la propria bandiera nel centro cittadino di Sudža. Durante una visita del 12 marzo ad una postazione di comando nell'oblast' di Kursk, Putin avrebbe ordinato all'esercito russo di "liberare completamente" la regione, affermando che ciò doveva essere fatto "nel più breve tempo possibile". Il 13 marzo, il ministero della difesa russo ha annunciato la riconquista di Sudža e di altri insediamenti adiacenti.
Il 14 marzo, il Ministero della difesa russo ha affermato che le sue forze avevano riconquistato l'insediamento di Goncharovka. Secondo Forbes, contrariamente a una dichiarazione di Donald Trump che parlava di "migliaia di soldati ucraini accerchiati nell'oblast' di Kursk", non si è verificato alcun accerchiamento a Kursk.
Il 15 marzo, fonti russe hanno affermato che le forze russe avevano preso il controllo di Gogolevka e stavano liberando Guevo, mentre le forze ucraine mantenevano posizioni a Olešnja e Gornal'. I funzionari ucraini hanno affermato che i russi stavano accumulando forze lungo il confine per un "attacco" all'oblast' di Sumy, anche se hanno detto che non c'era il rischio di un'offensiva russa sulla città di Sumy stessa. Il Ministero della Difesa russo ha rivendicato la riconquista degli insediamenti di Rubanščina e Zaolešenka.
Il 16 marzo, lo Stato maggiore ucraino ha confermato il ritiro delle truppe ucraine da Sudža. Secondo dei soldati ucraini intervistati dalla BBC, la Russia aveva ammassato una forza significativa, tra cui ″grandi numeri″ di soldati nordcoreani per riconquistare la città, e la ritirata è stata disordinata e "catastrofica". Lo stesso giorno è stato riferito che l'Ucraina deteneva ancora una "striscia di terra lungo il confine". I funzionari ucraini hanno affermato che il ritiro era necessario per preservare le vite umane.
Il 20 marzo, lo Stato maggiore delle forze armate ucraine ha dichiarato di continuare a mantenere posizioni nella regione di Kursk e di avere il confine sotto controllo. Il 25 marzo, gli ufficiali dell'SBU hanno arrestato un soldato ucraino per aver fornito le coordinate per gli attacchi dinamitardi russi contro le truppe ucraine a Kursk, quando era stato reclutato dal GRU tramite Telegram.
Il 28 marzo il Ministero della difesa russo ha annunciato la riconquista di Gogolevka.
Il 4 aprile, il generale dell'esercito statunitense e comandante dell'United States European Command Christopher Cavoli ha dichiarato che le forze armate ucraine avevano ancora una "fetta consistente" dell'oblast' di Kursk sotto il loro controllo e che gli ucraini avevano esteso la loro presenza sul territorio russo anche alla vicina oblast' di Belgorod. L'8 aprile, il Ministero della difesa russo ha annunciato la riconquista di Guevo. Il 19 aprile, il Ministero della difesa russo ha annunciato la riconquista di Olešnja.
Il 21 aprile, Oleksandr Syrs'kyj ha dichiarato che le forze russe stavano intensificando gli sforzi per spingere i soldati ucraini fuori dall'oblast' di Kursk, con l'Ucraina in possesso di circa 30 chilometri quadrati secondo il gruppo di monitoraggio DeepState alla stessa data. Il 22 aprile, The Telegraph ha riferito che dopo una battaglia di 10 giorni le forze russe hanno riconquistato il monastero di San Nicola Belogorskij a Gornal', una delle ultime posizioni ucraine rimaste nell'oblast' di Kursk. Il 26 aprile, la Russia ha dichiarato di aver cacciato le forze ucraine dalla regione. L'affermazione è stata smentita dal governo ucraino, che ha affermato che le forze ucraine, pur trovandosi in una "posizione difficile", avevano resistito all'accerchiamento e respinto gli assalti russi. La Russia ha anche riconosciuto per la prima volta che i soldati nordcoreani hanno combattuto a fianco delle truppe russe, con il generale russo Valerij Gerasimov che ha elogiato l'"eroismo" delle truppe nordcoreane.
Il 5 maggio 2025, il governatore della regione di Kursk ha dichiarato che le forze ucraine avrebbero attaccato una sottostazione elettrica nella regione, e i blogger militari russi hanno riferito di una nuova incursione ucraina nell'oblast' di Kursk con veicoli corazzati. ISW ha riferito che le forze russe avrebbero condotto operazioni offensive nell'oblast' di Kursk il 28 e 29 maggio, ma senza ottenere progressi confermati. I blogger militari russi hanno nel frattempo nuovamente sostenuto vi fossero dei contrattacchi ucraini nei pressi di Glushkovo e Tetkino.
Il 22 giugno 2025, Syrs'kyj ha dichiarato che, nonostante le ripetute insistenze della Russia sul fatto che l'intera regione sarebbe stata riconquistata, le forze ucraine avrebbero ancora difeso una piccola area di circa 90 chilometri quadrati nell'oblast' di Kursk, con circa 10 000 truppe russe che sarebbero state impegnate nel cercare di farle arretrare.

### Eventi correlati

#### Oblast' di Belgorod
Azioni di minore intensità e durata hanno coinvolto anche l'oblast' di Belgorod. La mattina del 10 agosto, le forze armate ucraine hanno occupato il villaggio di Poroz nell'oblast' di Belgorod. Il 14 agosto, il governatore Vjačeslav Gladkov ha dichiarato lo stato di emergenza nell'oblast'. Entro il 14 agosto, l'incursione ucraina era penetrata per 9 chilometri nell'Oblast' e aveva catturato molteplici posizioni, ma una feroce risposta russa portò a pesanti perdite ucraine e a una successiva ritirata dal territorio catturato entro il 15 agosto.
Il 31 agosto seguente, il governatore Gladkov ha dichiarato che cinque civili sarebbero stati uccisi da missili ucraini che hanno colpito Belgorod.

#### Oblast' di Lipeck
Verso le 3:00 del mattino del 9 agosto, l'aeroporto di Lipeck-2 nell'oblast' di Lipeck è stato attaccato da un APR ucraino. I residenti locali hanno pubblicato i video di una potente esplosione. È stato dichiarato lo stato di emergenza ed è iniziata l'evacuazione della popolazione. Secondo l'Ucraina, al momento dell'attacco c'erano 700 bombe guidate e aerei militari russi all'aeroporto. Almeno sei persone sono rimaste ferite nell'attacco.

## Reazioni

### Russia
Il Ministero della difesa russo ha inizialmente affermato il 6 agosto che l'attacco era stato respinto, dichiarando: "Dopo aver subito perdite, il gruppo di sabotaggio ucraino si è ritirato nel suo territorio, mentre alcuni dei combattenti hanno tentato di stabilire una posizione sul territorio adiacente al confine di stato, dove sono stati bloccati dalle unità dell'esercito russo". Il presidente Vladimir Putin ha descritto l'incursione ucraina nell'oblast' di Kursk come una "provocazione su larga scala". Ha accusato il "regime di Kiev" di "aver sparato indiscriminatamente vari tipi di armi, tra cui missili, contro edifici civili, case e ambulanze". Putin ha dichiarato di avere in programma di incontrare i capi delle agenzie di sicurezza, il Ministero della difesa e il Servizio di sicurezza federale.
L'ex presidente e vicepresidente del Consiglio di sicurezza della Russia, Dmitrij Medvedev, ha rilasciato una dichiarazione in cui affermava che l'incursione aveva reso "Questa [guerra] non è più solo un'operazione per riconquistare i nostri territori ufficiali e punire i nazisti. È possibile e necessario andare nelle terre dell'Ucraina ancora esistente. A Odessa, a Charkiv, a Dnipro, a Mykolaïv. A Kiev e oltre", e che "L'attuale campagna militare si concluderà anche con la vittoria incondizionata della Russia".
L'11 agosto, la portavoce del Ministero degli affari esteri russo Marija Zacharova ha affermato che "il regime di Kiev sta continuando la sua attività terroristica con l'unico scopo di intimidire la popolazione pacifica della Russia" e che l'incursione "non ha senso da un punto di vista militare".

### Ucraina
La prima dichiarazione a nome dell'Ucraina, rilasciata dal consigliere del presidente Volodymyr Zelens'kyj Mychajlo Podoljak, non ha riconosciuto alcun ruolo da parte di Kiev, ma ha descritto l'incursione come la rivolta della popolazione russa contro Vladimir Putin. Podoljak ha affermato che gli attacchi "offrono un'opportunità per vedere come i russi comuni si relazionano con le attuali autorità in Russia", ma che i russi non sarebbero "usciti con i fiori per salutare i carri armati anti-Putin" a causa del sostegno pubblico alla guerra.
Il primo riconoscimento da parte dell'Ucraina che le sue forze stavano combattendo nell'incursione è venuto da Zelens'kyj nel suo discorso serale del 10 agosto 2024, dopo le sue osservazioni oblique dell'8 agosto, quando ha detto che "la Russia ha portato la guerra nella nostra terra e dovrebbe sentire cosa ha fatto", e il 9 agosto, quando ha elogiato l'esercito ucraino per il "rifornimento del fondo di scambio", in quello che è stato visto come un riferimento per la presa di prigionieri di guerra russi da rilasciare in futuri scambi di prigionieri.
Il 14 agosto, Zelens'kyj ha affermato che non si dovrebbe escludere la creazione di organi amministrativi civili nell'oblast' di Kursk, mentre il vice primo ministro Iryna Vereščuk ha affermato che l'esercito ucraino stava creando una "zona di sicurezza" sul territorio russo per proteggere le aree di confine ucraine, aggiungendo che sarebbero state istituite anche operazioni umanitarie e corridoi di evacuazione per i civili in transito sia verso l'Ucraina che verso la Russia.

### Bielorussia
Il 15 agosto, il presidente bielorusso Aljaksandr Lukašėnka ha esortato sia la Russia che l'Ucraina ad avviare negoziati per porre fine alla guerra. Ha accusato l'Occidente di sostenere l'incursione nell'oblast' di Kursk per incoraggiare una nuova mobilitazione e destabilizzare Russia e Bielorussia.
L'11 agosto, il Ministero della difesa bielorusso ha annunciato che avrebbe spostato i suoi carri armati al confine con l'Ucraina per rafforzarvi il raggruppamento di truppe.
Il 18 agosto, Lukašėnka ha affermato che l'Ucraina aveva ammassato 120 000 truppe vicino al confine con la Bielorussia e che aveva ordinato che un terzo dell'esercito bielorusso fosse schierato vicino al confine con l'Ucraina.

### Cina
Il Ministero degli affari esteri cinese ha affermato che tutte le parti dovrebbero "osservare i tre principi per il contenimento della situazione, vale a dire nessuna espansione del campo di battaglia, nessuna estensione dei combattimenti e nessun fomentare la fiamma da parte di nessuna delle parti", ha aggiunto che Pechino continuerà a mantenere i contatti con la comunità internazionale e a svolgere un ruolo costruttivo nel promuovere una soluzione politica della "crisi ucraina".

### Estonia
Il 13 settembre 2024, il comandante del Centro di intelligence delle forze di difesa estoni, il colonnello Ants Kiviselg, ha dichiarato che, sebbene la Russia avesse ridispiegato alcune forze, "l'attività offensiva della Russia in direzione di Donec'k non è diminuita di molto". Ha citato un calo da 185 attacchi al giorno a 110 attacchi al giorno. Ha sostenuto che la Russia ha risposto spostando le forze dagli oblast di Zaporižžja e Cherson invece che da Donec'k o Charkiv. Kiviselg ha riconosciuto che il contrattacco russo "non ha fatto progressi significativi" e ha subito perdite, ma ha anche riconosciuto che si potesse trattare di un attacco per sondare le forze e non dell'offensiva principale.

### Italia
Il 16 agosto 2024, la Russia ha convocato l'ambasciatrice italiana Cecilia Piccioni al Ministero degli affari esteri a Mosca a causa del servizio giornalistico della RAI nelle parti occupate dall'Ucraina dell'oblast' di Kursk il giorno precedente. Il Ministero russo ha accusato i giornalisti di essere entrati illegalmente in Russia per riferire di un "attacco terroristico criminale commesso da soldati ucraini". Il 17 agosto, il Servizio federale per la sicurezza ha avviato un procedimento penale contro i giornalisti Simone Traini e Stefania Battistini per ingresso non autorizzato nell'oblast' di Kursk.

### Stati Uniti
La Casa Bianca ha affermato che stava cercando un accordo con l'Ucraina in merito all'incursione, aggiungendo che non aveva avuto alcuna conoscenza anticipata dell'attacco. L'8 agosto, la vice portavoce del Pentagono Sabrina Singh ha dichiarato che l'incursione è coerente con la politica statunitense sull'uso delle armi. Il 13 agosto, il presidente Joe Biden ha affermato che l'incursione ucraina stava "creando un vero dilemma" per Putin.

### Germania
Il presidente del comitato di difesa del Bundestag Marcus Faber ha dichiarato ai media tedeschi nei primi giorni dell'incursione che l'Ucraina era libera di utilizzare "tutti i materiali" forniti, comprese le consegne di Leopard 2. Ha dichiarato sulla rete X l'11 agosto che l'incursione ha costretto la Russia a spostare le forze dal fronte a est, riducendo la pressione lì e che questo ha fornito un'occasione per discutere di ulteriori consegne di Leopard 2. Ha continuato affermando che l'incursione mostra alla popolazione russa che Putin e la gerarchia militare non hanno le cose sotto controllo e che questo fornisce una buona base per i negoziati di pace con il successore di Putin e per i negoziati con Putin davanti alla Corte penale internazionale.

### Siria
Il 10 agosto, il Ministero degli esteri siriano ha dichiarato che il Paese stava seguendo "con grande preoccupazione" l'incursione, che ha descritto come un "attacco terroristico".

### Unione europea
Il portavoce della Commissione europea Peter Stano ha dichiarato l'8 agosto che l'UE ritiene che l'Ucraina “ha il diritto di attaccare i suoi nemici ovunque sul suo territorio e sul territorio dei suoi nemici”.

### NATO
Il Segretario generale della NATO Jens Stoltenberg ha definito l'incursione ucraina "legittima" e rientrante nel diritto di autodifesa di Kiev, aggiungendo che il blocco atlantico non ha ricevuto informazioni preliminari sull'operazione e non ha svolto alcun ruolo in essa.

### Altre organizzazioni
Il 10 agosto, in seguito alla notizia di combattimenti nei pressi della centrale nucleare di Kursk, il capo dell'Agenzia internazionale per l'energia atomica, Rafael Grossi, ha invitato la Russia e l'Ucraina a esercitare la "massima moderazione" per evitare un incidente nucleare. Il 27 agosto, Grossi ha visitato l'impianto, durante il quale ha affermato che "è emerso il pericolo o la possibilità di un incidente nucleare" nelle vicinanze.
Il Comitato anti-guerra della Russia, un gruppo formato da russi in esilio, ha rilasciato una dichiarazione che critica Putin. Il Comitato ha dichiarato che "l'assenza di unità militari significative della Federazione Russa sul confine al momento dell'attacco e la simultanea e continua conduzione di operazioni militari aggressive per più di 900 giorni sul territorio dell'Ucraina sovrana è la prova migliore che Putin sta mentendo ancora una volta sulla "protezione della Russia". Non gli importa della Russia, sta proteggendo solo se stesso".

## Perdite
La Russia ha affermato che sei carri armati ucraini e dieci veicoli blindati sono andati persi nello scontro iniziale del 6 agosto. Il governatore in carica dell'oblast' di Kursk, Aleksej Smirnov, ha affermato che 26 APR ucraini sono stati abbattuti nella zona. In seguito, il 9 agosto, la Russia ha affermato che l'Ucraina aveva perso 945 soldati e 102 veicoli blindati, sebbene ciò non potesse essere verificato. L'Ucraina ha affermato che le sue forze avevano abbattuto un Mi-28 e due elicotteri Ka-52.
Il 19 agosto, il gruppo di resistenza ucraino Atesh ha affermato che un battaglione dell'810ª Brigata fanteria di marina aveva subito pesanti perdite e che gli era rimasto solo il 30% del suo personale combattente.
L'emittente statale russa Rossija 24 ha annunciato che uno dei suoi corrispondenti, Yevgeny Poddubny, è rimasto ferito in un attacco di droni al suo veicolo mentre riferiva sui combattimenti nelle aree colpite il 7 agosto. Le autorità russe hanno affermato che almeno 56 civili erano stati uccisi dall'inizio dell'incursione, mentre almeno altri 266, tra cui undici bambini, sono rimasti feriti. Si stima che circa ventimila civili russi vivano nelle zone occupate dall'inizio dell'operazione. Nell'ottobre 2024, la commissaria russa per i diritti umani Tat'jana Moskal'kova ha accusato l'Ucraina di aver prelevato con la forza più di 1 000 residenti dell'oblastì di Kursk.
Il 25 ottobre 2024, il comandante in capo ucraino, colonnello generale Oleksandr Syrs'kyj, ha affermato che i soldati russi avevano subito 17 819 vittime dall'8 agosto 2024, di cui 6 662 erano stati uccisi, 10 446 feriti e 711 catturati.
Secondo i dati forniti dal Ministero della difesa russo, le perdite delle forze ucraine nella regione russa di Kursk, dall'inizio dell'offensiva di Kiev il 6 agosto 2024, avrebbero raggiunto i 21 550 soldati (tra morti e feriti) al 10 ottobre e i 30 050 soldati al 6 novembre.

## Analisi

Estensione dell'incursione ucraina nel territorio russo, 24 agosto 2024

L'incursione dell'agosto 2024 è la prima operazione militare dalla seconda guerra mondiale in cui il territorio russo è occupato da forze straniere. L'incursione è stata soprannominata la "seconda battaglia di Kursk", in allusione alla battaglia del 1943 nella stessa regione. L'incursione è anche più grande delle precedenti incursioni terrestri, con almeno due brigate delle forze regolari ucraine partecipanti. Queste forze sono meccanizzate, altamente mobili e protette da una significativa difesa aerea, che sembrano aver colto di sorpresa la Russia.
Le autorità ucraine hanno mantenuto il silenzio riguardo agli obiettivi finali dell'operazione nella regione di Kursk, lasciando ai media e agli esperti militari spazio per supposizioni e interpretazioni. Le testate Financial Times e The New York Times hanno ipotizzato che l'offensiva nella regione di Kursk potrebbe essere un tentativo delle Forze armate ucraine di distrarre il comando russo dal Donbass e rallentare l'avanzata delle Forze Armate Russe a ovest di Avdiïvka.
Secondo Mick Ryan, ricercatore del Lowy Institute, uno degli obiettivi dell'invasione delle forze ucraine nella regione di Kursk potrebbe essere il miglioramento del morale degli ucraini. La CNN ritiene che un'incursione riuscita nella regione di Kursk potrebbe aiutare il comando ucraino a sostenere il morale delle forze armate e della popolazione civile, vista la difficoltà della situazione sui fronti.
L'analista politico Andreas Umland ha suggerito che l'offensiva potrebbe portare a una conclusione più rapida della guerra. Egli nota che gli alleati dell'Ucraina avevano severamente limitato i tipi di armi inviate in Ucraina e la loro gittata consentita, temendo di oltrepassare le "linee rosse" del Cremlino e di innescare la terza guerra mondiale. Una di queste linee rosse era "portare la guerra in Russia con armi occidentali". Umland conclude: "Parte dell'effetto e dello scopo dell'operazione Kursk potrebbe essere quello di dimostrare, ancora una volta, la fallacia dell'argomento della linea rossa".
Ciononostante, due settimane dopo la sorpresa iniziale, gli analisti hanno iniziato a mettere in discussione i motivi e gli obiettivi dell'incursione. Entro la terza settimana dall'inizio delle operazioni, era evidente che l'avanzamento stava rallentando mentre il fronte principale nel Donbas stava diventando critico. Secondo il vice comandante della 3ª Brigata d'assalto ucraina, Maksym Žorin, uno degli obiettivi principali dell'incursione era quello di allontanare le forze russe dal Donbas verso Kursk, al fine di alleviare la pressione sul fronte orientale. Tuttavia, questa apparente esca non fruttò i risultati sperati, consentendo comunque alle forze russe di raggiungere insediamenti ucraini come N'ju-Jork e Torec'k e conquistare la città strategica di Vuhledar il 1º ottobre, dopo oltre un anno di combattimenti.

## Ordine di battaglia

### Ucraina
Forze armate ucraine
- Forze terrestri ucraine
  -  17ª Brigata meccanizzata pesante "Kryvyj Rih-Kostjantyn Pestuško"
  -  21ª Brigata meccanizzata
  -  22ª Brigata meccanizzata[201]
  -  27ª Brigata artiglieria lanciarazzi "Atamano Petro Kalnyševs'kyj"[202]
  -  41ª Brigata meccanizzata
  -  47ª Brigata meccanizzata "Magura"
  -  61ª Brigata meccanizzata "Stepova"[203]
  -  92ª Brigata d'assalto "Atamano Ivan Sirko"
  -  116ª Brigata meccanizzata[204]
  -  225º Battaglione d'assalto[205]
- Forze per operazioni speciali
  -  8º Reggimento operazioni speciali "Principe Izjaslav Mstislavič"[206]
- Aeronautica militare ucraina[207]
- Forze d'assalto aereo
  -  80ª Brigata d'assalto aereo "Galizia"[208]
  -  95ª Brigata d'assalto aereo "Polesia"[208]
  -  82ª Brigata d'assalto aereo "Bucovina"[209]
  -  78º Reggimento d'assalto aereo "Herts"
- Fanteria di marina ucraina
  -  36ª Brigata fanteria di marina
    -  501º Battaglione fanteria di marina[210]
- Forze di difesa territoriale
  -  103ª Brigata di difesa territoriale[211]
  -  104ª Brigata di difesa territoriale
  -  241ª Brigata di difesa territoriale
    -  252º Battaglione di difesa territoriale[208]
- Forze dei sistemi senza pilota
  -  14º Reggimento sistemi senza pilota
    -  3º Battaglione droni "Nachtigal"[212]

  -  413º Battaglione sistemi senza pilota "Raid"

 Guardia nazionale
- Centro operazioni speciali "Omega"[211]

 Ministero della difesa
- Direzione principale dell'intelligence
  -  Legione Georgiana[213]
  -  Legione "Libertà alla Russia"[214]

### Russia
Forze armate russe
- Forze terrestri russe
  -  1ª Armata corazzata delle guardie
    -  47ª Divisione corazzata "Częstochowa"[211]

  -  2ª Armata combinata delle guardie
    -  15ª Brigata fucilieri motorizzata delle guardie "Aleksandrija"[215]

  -  3ª Armata combinata delle guardie "Lugansk-Severodoneck"
    - 204º Reggimento specnaz "Akhmat"
      -  Distaccamento "Aida"
      -  Distaccamento "Varvar"
      -  Distaccamento "Kaštan"
      -  Distaccamento "Kamerton"

  -  6ª Armata combinata
    -  69ª Divisione fucilieri motorizzata delle guardie "Krasnoselo"[215]
    -  25ª Brigata fucilieri motorizzata delle guardie "Sebastopoli-Fucilieri Lettoni"

  -  11º Corpo d'armata
    -  18ª Divisione fucilieri motorizzata delle guardie "Insterburg"[211]

  -  20ª Armata combinata delle guardie
    -  3ª Divisione fucilieri motorizzata "Vistola"[216]

  -  35ª Armata combinata
    -  38ª Brigata fucilieri motorizzata delle guardie "Vitebsk"[215]
    -  64ª Brigata fucilieri motorizzata delle guardie[215]

  -  44º Corpo d'armata
    -  72ª Divisione fucilieri motorizzata[211]
    -  128ª Brigata fucilieri motorizzata[217]

  -  20ª Armata combinata delle guardie
    -  144ª Divisione fucilieri motorizzata delle guardie "El'nja"
      -  488º Reggimento fucilieri motorizzato delle guardie "Sinferopoli-Sergo Ordžonikidze"

  -  49ª Armata combinata
    -  34ª Brigata fucilieri motorizzata da montagna delle guardie

  -  58ª Armata combinata delle guardie
    -  42ª Divisione fucilieri motorizzata delle guardie "Jevpatorija"
      - 1434º Reggimento fucilieri motorizzato "Akhmat-Cecenia"
- Marina militare russa
  -  Fanteria di marina russa
    -  40ª Brigata fanteria di marina delle guardie "Krasnodar-Harbin"
    -  810ª Brigata fanteria di marina delle guardie[215]
    -  155ª Brigata fanteria di marina delle guardie
    -  177º Reggimento fanteria di marina delle guardie

  -  14º Corpo d'armata
    -  200ª Brigata fucilieri motorizzata delle guardie "Pečenga"[215]
- Forze missilistiche strategiche[218]
- Forze aviotrasportate russe
  -  7ª Divisione d'assalto aereo da montagna delle guardie
    -  56º Reggimento d'assalto aereo delle guardie "Cosacchi del Don"
    -  108º Reggimento d'assalto aereo delle guardie "Cosacchi del Kuban"

  -  76ª Divisione d'assalto aereo delle guardie "Černigov"
  -  98ª Divisione aviotrasportata delle guardie
    -  217º Reggimento aviotrasportato delle guardie[218]

  -  106ª Divisione aviotrasportata delle guardie
  -  11ª Brigata d'assalto aereo delle guardie
  -  83ª Brigata d'assalto aereo delle guardie
- Forze del genio
  -  11ª Brigata genio delle guardie "Kingisepp"
  -  88º Reggimento genio
- Direzione generale per le informazioni militari (GRU)
  -  16ª Brigata specnaz delle guardie
- Soldati nordcoreani[219]

 Guardia nazionale
- SOBR "Akhmat"
- SOBR "Kmet"[220]

 Corpo volontario d'assalto
- BARS-25 "Anvar"[221]
- BARS "Kursk"
- Brigata "Orso"[222]
- Brigata Internazionale "Pjatnaška"[223]

 Servizio di sicurezza federale (FSB)
- Guardia di frontiera del Servizio di sicurezza federale
  - Distaccamento di confine dell'oblast' di Kursk[224]

### Corea del Nord
Armata popolare della Corea
- Forze terrestri dell'Armata popolare della Corea
  - XI Corpo